# エヴリン・ピアポント (初代キングストン＝アポン＝ハル公爵)
初代キングストン＝アポン＝ハル公爵エヴリン・ピアポント（英語: Evelyn Pierrepont, 1st Duke of Kingston-upon-Hull, KG PC、1655年 - 1726年3月5日）は、グレートブリテン王国の政治家。

## 経歴
ピアポントは1690年に第5代キングストン＝アポン＝ハル伯爵を継ぐまで、イースト・レットフォード議会選挙区の議会議員を務めていた。その後スコットランド王国との合同条約交渉におけるイングランド代表の1人を務め、1706年にドーチェスター侯爵に列せられ、貴族院の運営を担った。枢密顧問官を経て1715年にキングストン＝アポン＝ハル公爵となり、タウンゼンド子爵内閣からウォルポール＝タウンゼンド内閣まで4内閣にわたって王璽尚書を、第2次スタンホープ＝サンダーランド内閣では枢密院議長を務めている。彼は当時おしゃれな人物として知られていた。

## 家族
ピアポントの最初の妻は第3代デンビー伯爵ウィリアム・フィールディングの娘メアリー・フィールディングであった。
彼は生涯2度結婚しており、5人の娘と1人の息子を儲けている。
- メアリー：長女
- エヴリン：初代ゴア伯爵ジョン・ルーソン＝ゴアと結婚
- キングストン伯爵ウィリアム：天然痘に罹患し1713年7月に20歳で死亡[3]
- キャロライン：トマス・ブランド（英語版）と結婚